# جمشید مزارعی
جمشید مزارعی (زاده ۱۳۳۲) سیاست‌مدار ایرانی است، که در دوره دوم مجلس شورای اسلامی به‌عنوان نماینده حوزهٔ انتخابیهٔ ماهشهر، از استان خوزستان در مجلس شورای اسلامی حضور داشت.